# Svjetionik Hrid Sv. Ivan na pučini
Svjetionik Hrid Sv. Ivan na pučini je svjetionik na hridi Sveti Ivan na pučini, ispred Rovinja, na sredini zapadne obale poluotoka Istre. Rovinježi ga nazivaju La Lanterna. Svjetionik su izgradile tadašnje austrougarske vlasti 1853. godine.
Svjetionik pripada grupi najstarijih svjetionika nastalih u sklopu projekta izgradnje modernog svjetioničkog sustava 19 st. duž istočne obale Jadrana, koji je započeo arhitekt Pietro Nobile, a nastavili njegovi učenici u vrijeme Metternichove uprave i pod vodstvom tršćanske Deputacije Burze. Svjetionik je smješten je na zaravni u središtu otočića, kojim u potpunosti dominira. Toranj svjetionika i stambena zgrada integralno su povezani, a građeni su pravilno uslojenim redovima kamenih klesanaca. Središnjem ulazu prilazi se preko dvokrakog stubišta. Svjetionik ima cisternu ukopanu u živu stijenu, te pomoćnu zgradu za smještaj kompresora. Sastavnim dijelom ambijenta smatra se i kućica smještena na rubu okućnice svjetionika. Osmerokutna kamena kula svjetionika visoka je 23 m, a u samoj zgradi nalaze se dva apartmana. Na svjetioniku je stalna svjetioničarska posada.
Na otoku se nalazi mali pristan i dizalica za manje brodice.

## Legenda o svjetioniku
Legenda kaže da je jedan mletački dužd po lošem vremenu plovio u smjeru Rovinja. Njegova je posada uočila opasne hridi Svetoga Ivana i promijenila rutu plovidbe. Dužd se zavjetovao Svetom Ivanu kako će mu, doplovi li živ do Rovinja, u znak zahvalnosti na istoimenom otočiću sljedećih dana zapaliti svijeću visoku kao toranj katedrale.
Dužd je živ stigao do rovinja, ali nije izvršio zavjet. Nekoliko mjeseci kasnije na istom ga je području zatekla iznenadna oluja. More je njegov brod bacilo na hridi Svetog Ivana, a čitava je posada nestala je u olujnom moru.

## Vanjske poveznice
|  | Zajednički poslužitelj ima još gradiva o temi Svjetionik Hrid Sv. Ivan na pučini |